# Markgrafpieske

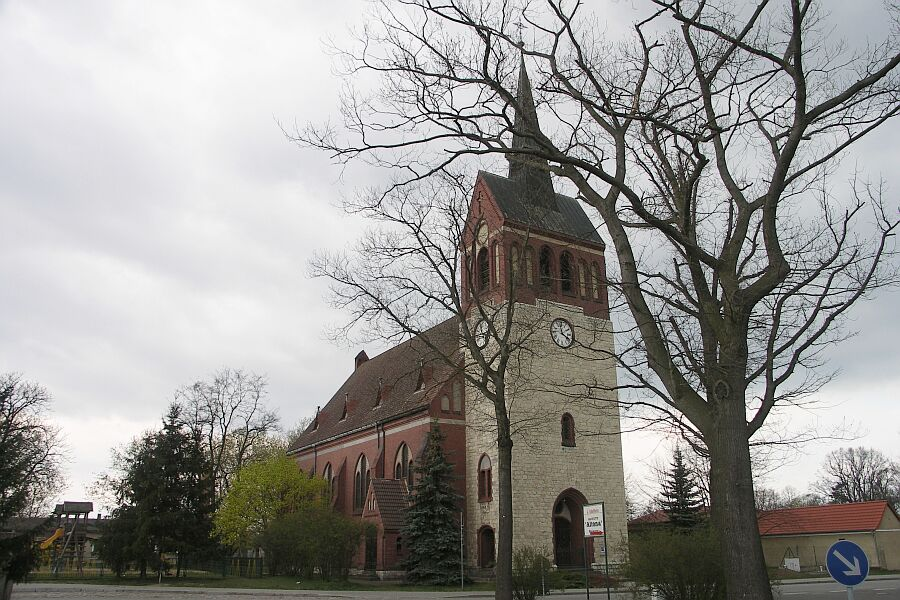
Kirche Markgrafpieske

Markgrafpieske (niedersorbisch Pěski) ist ein Ortsteil von Spreenhagen im Landkreis Oder-Spree in Brandenburg.

## Lage und Umgebung, Gliederung
Markgrafpieske befindet sich ca. 40 km südöstlich des Stadtzentrums von Berlin und 8 km südwestlich von Fürstenwalde. 1,6 km südlich verläuft die Autobahn A12. Die Gemeinde ist von Wäldern umgeben, im Norden verläuft der Oder-Spree-Kanal, die höchste Erhebung der Umgebung sind die Rauener Berge mit 153 Metern. Im Süden bezieht die Gemarkung des Markgrafpiesker Gemeindeteils Lebbin den Lebbiner See und einen kurzen Teil des Rieploser Fließes mit ein.
Zu Markgrafpieske gehören die bewohnten Gemeindeteile Briesenluch, Neu Waltersdorf und Lebbin.

## Etymologie

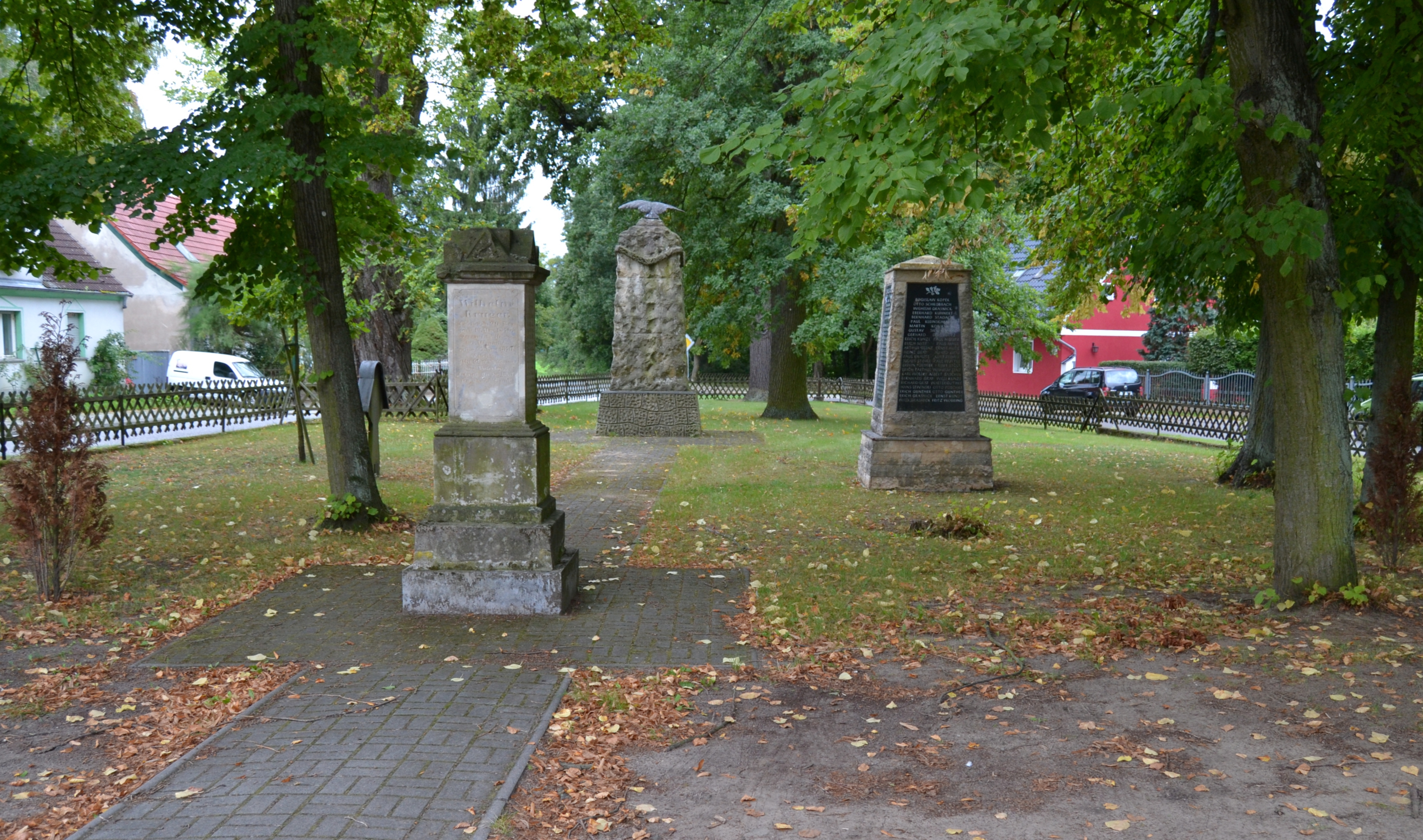
Denkmalensemble für die Opfer von Kriegen und Diktaturen.

Der Ortsname wird heute zusammengeschrieben, setzt sich jedoch aus zwei Teilen zusammen. Der eigentliche Name des Dorfes Pieske (früher auch Pisick oder Pieskow) ist sorbischen Ursprungs und bedeutet so viel wie angeschwemmte Sandmassen. Dies lässt darauf schließen, dass hier bereits in der Slawenzeit eine Siedlung auf einer sandigen Anhöhe umgeben von Sumpf und Wasser bestand. Zur Unterscheidung eines gleichnamigen Dorfes am Scharmützelsee, wurde der Präfix Markgraf verwendet, der bereits in der ersten Urkunde von 1453 auftaucht. Mit diesem war jedoch nicht die Markgrafschaft Brandenburg, sondern die der Niederlausitz gemeint, zu der Pieske bis 1742 formal gehörte. Einer Sage zufolge soll sich der Name Markgrafpieske vom Falschen Woldemar ableiten, der hier mit seiner Frau gelebt haben soll.

## Geschichte
Bei archäologischen Grabungen in der Umgebung konnten Experten Urnenfunde sicherstellen. Diese lassen vermuten, dass der Ort mehr als 1000 Jahre alt ist. Die erste urkundliche Erwähnung des Ortes stammt aus dem Jahr 1346, als Pieske in einem Stiftsmatrikel des Bistums Meißen als Pfarrort der Herrschaft Beeskow erschien. Anfang des 14. Jahrhunderts wurde die Familie derer von Birkholz mit Pieske, Spreenhagen, Hartmansdorf und Wernsdorf belehnt, die ihren Sitz in den Ort verlegte. Diese wohnten im Gut Alt Markgrafpieske. Christoph von Birkholz verkauft den Ort im Jahr 1562 an den Lebuser Bischof Johann Horneburg. Zu dieser Zeit lebten im Ort acht Hüfner sowie zwei Kötter. Sie betrieben Landwirtschaft und Fischzucht, waren aber auch zur Abgabe von Honig und Krebsen verpflichtet. Im Ort gab es eine Wassermühle; es wurden Schafe gehalten und Weinanbau betrieben.
1650 standen im Ort 20 Wohnhäuser und das Dorf war um diese Zeit bereits Teil des nun markgräflichen Amtes Storkow. 1653 kam Markgrafpieske zum neugebildeten Amt Stahnsdorf, welches der Große Kurfürst seiner Ehefrau schenkte. Mit der Kolonisation der dünn besiedelten Landstriche durch König Friedrich den Großen wuchs Markgrafpieske im 18. Jahrhundert. 1762 wurde damit begonnen, 1798 wird in Chroniken die Anzahl der Kolonistenfamilien mit 96 angegeben. Sie gründeten Dörfer wie Neu Markgrafpieske, Brisenluch oder Lebbin. Das kulturelle Leben wurde 1848 mit einer Schützengilde erweitert. Zum Ende des 19. Jahrhunderts war die Kirche auf dem Dorfanger baufällig geworden. Die Kirchengemeinde brach sie ab und errichtete in den Jahren 1896 bis 1898 weiter südlich einen Neubau im neogotischen Stil. Am 1. Juni 1898 kam es zum Zusammenschluss von Alt Markgrafpieske (1895 = 779 Einwohner) und Neu Markgrafpieske (1895 = 340 Einwohner) zu Markgrafpieske. Im Jahr 1909 gründete sich die Freiwillige Feuerwehr.
Nach dem Ende des Zweiten Weltkrieges wurde das Gutshaus im Jahr 1946 abgetragen; Reste des Gutsparks sind erhalten. Zur Zeit der DDR waren auf dem in der Nähe gelegenen Mühlenberg die Mittelstreckenrakete RSD-10 stationiert (Defense-Intelligence-Agency-Bezeichnung SS-20). Südöstlich des Dorfzentrums befand sich der Hubschrauberlandeplatz 3110 der Flugabwehrraketentruppen (NVA). 1965 gründete sich der Gemische Chor Markgrafpieske.
Am 26. Oktober 2003 wurde Markgrafpieske nach Spreenhagen eingemeindet. Im August 2004 wurde auf dem Schulplatz ein Gedenkstein für acht Markgrafpiesker enthüllt, die von 1945 bis 1950 in sowjetischen Speziallagern umkamen, darunter der Pfarrer Werner Meißner.

## Sehenswürdigkeiten

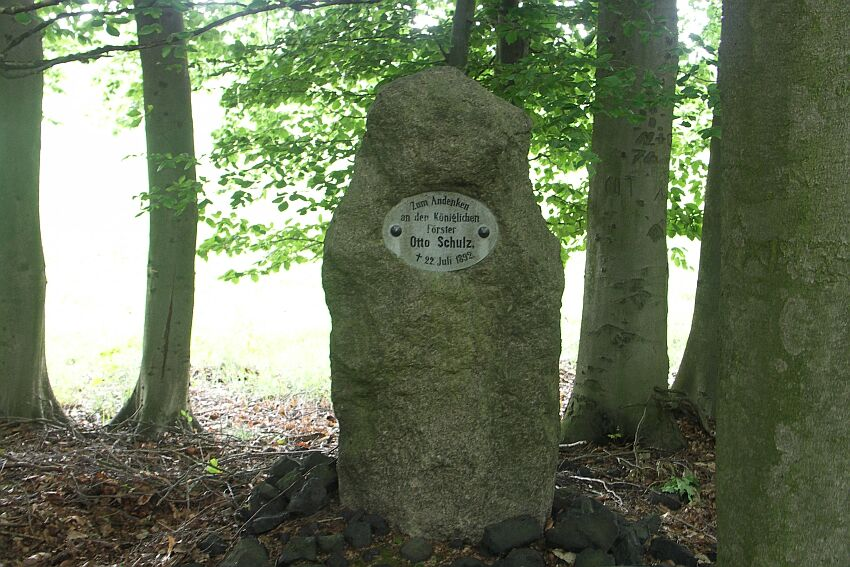
Gedenkstein

- dreischiffige Dorfkirche Markgrafpieske aus Sandstein und Backstein im neugotischen Stil aus den Jahren 1896–1898. Der Turm ist mit 48 Metern Höhe der höchste im Amtsbereich Spreenhagen. Die Orgel aus dem Jahre 1898 stammt vom Frankfurter Orgelbauer Wilhelm Sauer
- Denkmal für die Gefallenen von 1870/1871, Denkmäler für die Gefallenen aus dem Ersten und Zweiten Weltkrieg sowie Gedenkstein für acht Bürger, die in den Internierungslagern 1945–1950 umkamen
- Friedenseiche aus dem Jahre 1816, gepflanzt als Erinnerung an die Befreiungskriege
- Gedenkstein für den königlichen Förster Otto Schulz, erschossen am 22. Juli 1892 von einem Wilddieb
- Heimathaus Markgrafpieske in der Markgrafenstraße 3
- Markgrafpieske besitzt mit seinen ca. 850 Einwohnern 8 Friedhöfe, von denen noch 7 in Betrieb sind. Die kleinsten Ortsteile, die im Laufe der Zeit zu Markgrafpieske zusammengeschlossen wurden, hatten durch ihre frühere Eigenständigkeit auch eigene Friedhöfe. Eine andere Theorie besagt, dass kranke Menschen nach Markgrafpieske verbannt wurden und es aus diesem Grund an jeder Ausfallstraße einen Friedhof gab.

## Markgrafpieske in einer Literaturverfilmung
In dem Buch Am grünen Strand der Spree (1955) von Hans Scholz spielt Markgrafpieske eine wichtige Rolle. In dem 5 Jahre später erschienenen fünfteiligen Fernseh-Klassiker gleichen Titels von Regisseur Fritz Umgelter, spielt der 4. Teil Bastien und Bastienne 1953 in diesem Ort. Die Zeit der Handlung sind Oktober und November 1953 und in einer Rückblende April 1945.
Der Mehrteiler wurde zu einem der ersten Straßenfeger des bundesdeutschen Fernsehens, konnte aber wegen der damaligen Teilung Deutschlands nicht am Originalschauplatz gedreht werden. Die Serie wurde in den Ateliers der Bavaria-Filmkunst AG in München-Geiselgasteig hergestellt. Der Roman war 1956 vom SWF auch in einer Hörspielfassung herausgebracht worden.

## Söhne und Töchter des Ortes
- Wilhelm Ribbeck (1793–1843), preußischer Offizier, Rendant und Schriftsteller